# 松平忠寿
松平 忠寿（まつだいら ただひさ、1882年（明治15年）1月25日 - 1982年（昭和57年）7月7日）は、明治時代から昭和時代中期の華族、海軍軍人。海兵31期を卒業。忍藩最後の藩主松平忠敬の長男で、奥平松平家14代当主。子爵、貴族院議員。尚友会倶楽部理事長。

## 経歴
1882（明治15）年、元忍藩知事・松平忠敬と正妻・貴子（伏見宮邦家親王の十三王女）の長男として生まれる。

日露戦争に海軍少尉として出征。「八島」、「日進」、「台中丸」乗組みとして従軍した。艦政本部部員、横須賀軍需部第一課長、「榛名」副長などを務め、1928年（昭和3年）海軍大佐で予備役となる。父の死去に伴い、1919年（大正8年）12月10日に子爵を襲爵し、1932年（昭和7年）7月10日、貴族院子爵議員に互選され、研究会に属する。1936年（昭和10年）、忍郷友会名誉会長となる。

### 晩年
1946年（昭和21年）5月9日、貴族院議員を辞職する。太平洋戦争（大東亜戦争）の戦災にあった目黒にある邸宅（300坪）を松平農園と命名して、70歳で東京農業大学聴講生になり野菜作りに精を出した。1982年（昭和57年）7月7日、100歳で死去した。

## 家族
- 父親の松平忠敬は上杉斉憲の六男、上杉茂憲の弟。[8]
- 前妻は奥田義人の娘咲子（1892年生）[3][9]。
- 後妻の都和子は藤光曜（真宗出雲路派管主）の妹。
- 長男に松平忠晃（1914年生）[3]。
- 二男の柳原承光（1916年生）は五洋貿易取締役、日本テレビ放送取締役、霞会館常任理事。妻の武子は柳原博光の長女[10]。孫の柳原由美子は皇太子妃候補の一人に名が挙がったことがあった[11]。
- 長女多美子（1917年生）は女子学習院卒。夫の加藤正隆は加藤正治三男。[10]